# Holochlora fruhstorferi
Holochlora fruhstorferi är en insektsart som beskrevs av George Clifford Carl 1914. Holochlora fruhstorferi ingår i släktet Holochlora och familjen vårtbitare. Inga underarter finns listade i Catalogue of Life.